# Tour du Táchira 2017
La 52e édition du Tour du Táchira a eu lieu du 13 au 22 janvier 2017. Elle fait partie du calendrier UCI America Tour 2017 en catégorie 2.2. Yonathan Salinas remporte le classement général après avoir gagné deux étapes.

## Présentation

### Équipes
| Unknown team category |
|                       |

## Étapes
Ce Tour du Táchira comporte dix étapes.
| Étape     | Date     | Villes étapes                         | type                      | Distance (km) | Vainqueur d'étape | Leader du classement général |
| --------- | -------- | ------------------------------------- | ------------------------- | ------------- | ----------------- | ---------------------------- |
| 1re étape | 13 janv. | San Cristóbal – San Cristóbal         | étape de plaine           | 102,9         | Raffaello Bonusi  | Raffaello Bonusi             |
| 2e étape  | 14 janv. | Peribeca – Abejales                   | étape vallonnée           | 129,9         | Jackson Rodríguez | John Nava                    |
| 3e étape  | 15 janv. | San Cristóbal – San Cristóbal         | étape de plaine           | 115,2         | Yonathan Monsalve | John Nava                    |
| 4e étape  | 16 janv. | Santa Ana del Táchira – Santa Bárbara | étape de plaine           | 165,2         | Wilmen Bravo      | John Nava                    |
| 5e étape  | 17 janv. | Socopó – Santo Domingo                | étape de moyenne montagne | 142           | Yonathan Salinas  | John Nava                    |
| 6e étape  | 18 janv. | Mérida – Tovar                        | étape vallonnée           | 132,1         | Carlos Torres     | John Nava                    |
| 7e étape  | 19 janv. | Santa Cruz de Mora – La Grita         | étape de montagne         | 171,6         | Roniel Campos     | John Nava                    |
| 8e étape  | 20 janv. | La Fría – Coloncito                   | étape de montagne         | 132,7         | Yonathan Salinas  | Yonathan Salinas             |
| 9e étape  | 21 janv. | Ureña – Cerro El Cristo               | étape de moyenne montagne | 159,8         | Jimmy Briceño     | Yonathan Salinas             |
| 10e étape | 22 janv. | Rubio – San Cristóbal                 | étape de plaine           | 112,9         | José Mendoza      | Yonathan Salinas             |

## Déroulement de la course

### 1reétape
| \| Classement de l'étape \| Classement de l'étape \| Classement de l'étape \| Classement de l'étape \| Classement de l'étape \| \| Coureur \| Coureur \| Pays \| Équipe \| Temps \| \| --------------------- \| --------------------- \| --------------------- \| ------------------------------------------------ \| --------------------- \| \| 1er \| Raffaello Bonusi \| Italie \| Androni-Sidermec-Bottecchia \| 2 h 24 min 15 s \| \| 2e \| Ronald González \| Venezuela \| Inversiones Alexander-Avelina-Confitería El Loro \| + 0 s \| \| 3e \| José Marquez \| Venezuela \| \| + 0 s \| \| 5e \| Marco Benfatto \| Italie \| Androni-Sidermec-Bottecchia \| + 37 s \| |                  |           |                                                  |                 |
| |                  |           |                                                  |                 |
| |                  |           |                                                  |                 |
| Classement de l'étape |                  |           |                                                  |                 |
| Coureur | Coureur          | Pays      | Équipe                                           | Temps           |
| 1er | Raffaello Bonusi | Italie    | Androni-Sidermec-Bottecchia                      | 2 h 24 min 15 s |
| 2e | Ronald González  | Venezuela | Inversiones Alexander-Avelina-Confitería El Loro | + 0 s           |
| 3e | José Marquez     | Venezuela |                                                  | + 0 s           |
| 5e | Marco Benfatto   | Italie    | Androni-Sidermec-Bottecchia                      | + 37 s          |

| \| Classement général \| Classement général \| Classement général \| Classement général \| Classement général \| \| Coureur \| Coureur \| Pays \| Équipe \| Temps \| \| ------------------ \| ------------------ \| ------------------ \| ------------------------------------------------ \| ------------------ \| \| 1er \| Raffaello Bonusi \| Italie \| Androni-Sidermec-Bottecchia \| 2 h 24 min 05 s \| \| 2e \| Ronald González \| Venezuela \| Inversiones Alexander-Avelina-Confitería El Loro \| + 4 s \| \| 3e \| José Marquez \| Portugal \| \| + 6 s \| \| 5e \| Marco Benfatto \| Italie \| Androni-Sidermec-Bottecchia \| + 43 s \| |                  |           |                                                  |                 |
| |                  |           |                                                  |                 |
| |                  |           |                                                  |                 |
| Classement général |                  |           |                                                  |                 |
| Coureur | Coureur          | Pays      | Équipe                                           | Temps           |
| 1er | Raffaello Bonusi | Italie    | Androni-Sidermec-Bottecchia                      | 2 h 24 min 05 s |
| 2e | Ronald González  | Venezuela | Inversiones Alexander-Avelina-Confitería El Loro | + 4 s           |
| 3e | José Marquez     | Portugal  |                                                  | + 6 s           |
| 5e | Marco Benfatto   | Italie    | Androni-Sidermec-Bottecchia                      | + 43 s          |

### 2eétape
| \| Classement de l'étape \| Classement de l'étape \| Classement de l'étape \| Classement de l'étape \| Classement de l'étape \| \| Coureur \| Coureur \| Pays \| Équipe \| Temps \| \| --------------------- \| --------------------- \| --------------------- \| --------------------- \| --------------------- \| \| 1er \| Jackson Rodríguez \| Venezuela \| \| 3 h 29 min 33 s \| \| 2e \| John Nava \| Venezuela \| \| + 0 s \| \| 3e \| Luis Largo \| Colombie \| \| + 0 s \| \| 5e \| Diego Ruiz \| \| \| + 1 min 38 s \| |                   |           |        |                 |
| |                   |           |        |                 |
| |                   |           |        |                 |
| Classement de l'étape |                   |           |        |                 |
| Coureur | Coureur           | Pays      | Équipe | Temps           |
| 1er | Jackson Rodríguez | Venezuela |        | 3 h 29 min 33 s |
| 2e | John Nava         | Venezuela |        | + 0 s           |
| 3e | Luis Largo        | Colombie  |        | + 0 s           |
| 5e | Diego Ruiz        |           |        | + 1 min 38 s    |

| \| Classement général \| Classement général \| Classement général \| Classement général \| Classement général \| \| Coureur \| Coureur \| Pays \| Équipe \| Temps \| \| ------------------ \| ------------------- \| ------------------ \| ------------------ \| ------------------ \| \| 1er \| John Nava \| Venezuela \| \| 5 h 54 min 14 s \| \| 2e \| Jackson Rodríguez \| Venezuela \| \| + 1 s \| \| 3e \| Luis Largo \| Colombie \| \| + 27 s \| \| 5e \| Diego Fernando Ruiz \| Colombie \| \| + 1 min 49 s \| |                     |           |        |                 |
| |                     |           |        |                 |
| |                     |           |        |                 |
| Classement général |                     |           |        |                 |
| Coureur | Coureur             | Pays      | Équipe | Temps           |
| 1er | John Nava           | Venezuela |        | 5 h 54 min 14 s |
| 2e | Jackson Rodríguez   | Venezuela |        | + 1 s           |
| 3e | Luis Largo          | Colombie  |        | + 27 s          |
| 5e | Diego Fernando Ruiz | Colombie  |        | + 1 min 49 s    |

### 3eétape
| \| Classement de l'étape \| Classement de l'étape \| Classement de l'étape \| Classement de l'étape \| Classement de l'étape \| \| Coureur \| Coureur \| Pays \| Équipe \| Temps \| \| --------------------- \| --------------------- \| --------------------- \| --------------------- \| --------------------- \| \| 1er \| Yonathan Monsalve \| Venezuela \| \| \| |                   |           |        |       |
| |                   |           |        |       |
| |                   |           |        |       |
| Classement de l'étape |                   |           |        |       |
| Coureur | Coureur           | Pays      | Équipe | Temps |
| 1er | Yonathan Monsalve | Venezuela |        |       |

| \| Classement général \| Classement général \| Classement général \| Classement général \| Classement général \| \| Coureur \| Coureur \| Pays \| Équipe \| Temps \| \| ------------------ \| ------------------ \| ------------------ \| ------------------ \| ------------------ \| \| 1er \| John Nava \| Venezuela \| \| \| |           |           |        |       |
| |           |           |        |       |
| |           |           |        |       |
| Classement général |           |           |        |       |
| Coureur | Coureur   | Pays      | Équipe | Temps |
| 1er | John Nava | Venezuela |        |       |

### 4eétape
| \| Classement de l'étape \| Classement de l'étape \| Classement de l'étape \| Classement de l'étape \| Classement de l'étape \| \| Coureur \| Coureur \| Pays \| Équipe \| Temps \| \| --------------------- \| --------------------- \| --------------------- \| --------------------- \| --------------------- \| \| 1er \| Wilmen Bravo \| Venezuela \| \| \| |              |           |        |       |
| |              |           |        |       |
| |              |           |        |       |
| Classement de l'étape |              |           |        |       |
| Coureur | Coureur      | Pays      | Équipe | Temps |
| 1er | Wilmen Bravo | Venezuela |        |       |

| \| Classement général \| Classement général \| Classement général \| Classement général \| Classement général \| \| Coureur \| Coureur \| Pays \| Équipe \| Temps \| \| ------------------ \| ------------------ \| ------------------ \| ------------------ \| ------------------ \| \| 1er \| John Nava \| Venezuela \| \| \| |           |           |        |       |
| |           |           |        |       |
| |           |           |        |       |
| Classement général |           |           |        |       |
| Coureur | Coureur   | Pays      | Équipe | Temps |
| 1er | John Nava | Venezuela |        |       |

### 5eétape
| \| Classement de l'étape \| Classement de l'étape \| Classement de l'étape \| Classement de l'étape \| Classement de l'étape \| \| Coureur \| Coureur \| Pays \| Équipe \| Temps \| \| --------------------- \| --------------------- \| --------------------- \| --------------------------- \| --------------------- \| \| 1er \| Yonathan Salinas \| Venezuela \| Kino Táchira \| 4 h 18 min 13 s \| \| 2e \| Jhorman Flores \| Venezuela \| \| + 4 s \| \| 3e \| Iván Sosa \| Colombie \| Androni-Sidermec-Bottecchia \| + 7 s \| \| 4e \| Juan Murillo \| Venezuela \| \| + 8 s \| \| 5e \| Yonathan Monsalve \| Venezuela \| \| + 8 s \| |                   |           |                             |                 |
| |                   |           |                             |                 |
| Sources : ProCyclingStats Cycling Quotient Cycling Archives |                   |           |                             |                 |
| Classement de l'étape |                   |           |                             |                 |
| Coureur | Coureur           | Pays      | Équipe                      | Temps           |
| 1er | Yonathan Salinas  | Venezuela | Kino Táchira                | 4 h 18 min 13 s |
| 2e | Jhorman Flores    | Venezuela |                             | + 4 s           |
| 3e | Iván Sosa         | Colombie  | Androni-Sidermec-Bottecchia | + 7 s           |
| 4e | Juan Murillo      | Venezuela |                             | + 8 s           |
| 5e | Yonathan Monsalve | Venezuela |                             | + 8 s           |

| \| Classement général \| Classement général \| Classement général \| Classement général \| Classement général \| \| Coureur \| Coureur \| Pays \| Équipe \| Temps \| \| ------------------ \| ------------------ \| ------------------ \| ------------------ \| ------------------ \| \| 1er \| John Nava \| Venezuela \| \| 16 h 32 min 28 s \| \| 2e \| Jackson Rodríguez \| Venezuela \| \| + 24 s \| \| 4e \| Yonathan Salinas \| Venezuela \| Kino Táchira \| + 1 min 58 s \| \| 5e \| Yonathan Monsalve \| Venezuela \| \| + 2 min 10 s \| |                   |           |              |                  |
| |                   |           |              |                  |
| Sources : ProCyclingStats Cycling Quotient Cycling Archives |                   |           |              |                  |
| Classement général |                   |           |              |                  |
| Coureur | Coureur           | Pays      | Équipe       | Temps            |
| 1er | John Nava         | Venezuela |              | 16 h 32 min 28 s |
| 2e | Jackson Rodríguez | Venezuela |              | + 24 s           |
| 4e | Yonathan Salinas  | Venezuela | Kino Táchira | + 1 min 58 s     |
| 5e | Yonathan Monsalve | Venezuela |              | + 2 min 10 s     |

### 6eétape
| \| Classement de l'étape \| Classement de l'étape \| Classement de l'étape \| Classement de l'étape \| Classement de l'étape \| \| Coureur \| Coureur \| Pays \| Équipe \| Temps \| \| --------------------- \| --------------------- \| --------------------- \| --------------------- \| --------------------- \| \| 1er \| Carlos Torres \| Venezuela \| JHS Grupo \| 3 h 09 min 56 s \| |               |           |           |                 |
| |               |           |           |                 |
| Source : ProCyclingStats |               |           |           |                 |
| Classement de l'étape |               |           |           |                 |
| Coureur | Coureur       | Pays      | Équipe    | Temps           |
| 1er | Carlos Torres | Venezuela | JHS Grupo | 3 h 09 min 56 s |

| \| Classement général \| Classement général \| Classement général \| Classement général \| Classement général \| \| Coureur \| Coureur \| Pays \| Équipe \| Temps \| \| ------------------ \| ------------------ \| ------------------ \| ------------------ \| ------------------ \| \| 1er \| John Nava \| Venezuela \| \| 9 h 42 min 45 s \| |           |           |        |                 |
| |           |           |        |                 |
| Source : ProCyclingStats |           |           |        |                 |
| Classement général |           |           |        |                 |
| Coureur | Coureur   | Pays      | Équipe | Temps           |
| 1er | John Nava | Venezuela |        | 9 h 42 min 45 s |

### 7eétape
| \| Classement de l'étape \| Classement de l'étape \| Classement de l'étape \| Classement de l'étape \| Classement de l'étape \| \| Coureur \| Coureur \| Pays \| Équipe \| Temps \| \| --------------------- \| --------------------- \| --------------------- \| --------------------- \| --------------------- \| \| 1er \| Roniel Campos \| Venezuela \| \| \| |               |           |        |       |
| |               |           |        |       |
| |               |           |        |       |
| Classement de l'étape |               |           |        |       |
| Coureur | Coureur       | Pays      | Équipe | Temps |
| 1er | Roniel Campos | Venezuela |        |       |

| \| Classement général \| Classement général \| Classement général \| Classement général \| Classement général \| \| Coureur \| Coureur \| Pays \| Équipe \| Temps \| \| ------------------ \| ------------------ \| ------------------ \| ------------------ \| ------------------ \| \| 1er \| John Nava \| Venezuela \| \| \| |           |           |        |       |
| |           |           |        |       |
| |           |           |        |       |
| Classement général |           |           |        |       |
| Coureur | Coureur   | Pays      | Équipe | Temps |
| 1er | John Nava | Venezuela |        |       |

### 8eétape
| \| Classement de l'étape \| Classement de l'étape \| Classement de l'étape \| Classement de l'étape \| Classement de l'étape \| \| Coureur \| Coureur \| Pays \| Équipe \| Temps \| \| --------------------- \| --------------------- \| --------------------- \| --------------------- \| --------------------- \| \| 1er \| Yonathan Salinas \| Venezuela \| Kino Táchira \| \| |                  |           |              |       |
| |                  |           |              |       |
| |                  |           |              |       |
| Classement de l'étape |                  |           |              |       |
| Coureur | Coureur          | Pays      | Équipe       | Temps |
| 1er | Yonathan Salinas | Venezuela | Kino Táchira |       |

| \| Classement général \| Classement général \| Classement général \| Classement général \| Classement général \| \| Coureur \| Coureur \| Pays \| Équipe \| Temps \| \| ------------------ \| ------------------ \| ------------------ \| ------------------ \| ------------------ \| \| 1er \| Yonathan Salinas \| Venezuela \| Kino Táchira \| \| |                  |           |              |       |
| |                  |           |              |       |
| |                  |           |              |       |
| Classement général |                  |           |              |       |
| Coureur | Coureur          | Pays      | Équipe       | Temps |
| 1er | Yonathan Salinas | Venezuela | Kino Táchira |       |

### 9eétape
| \| Classement de l'étape \| Classement de l'étape \| Classement de l'étape \| Classement de l'étape \| Classement de l'étape \| \| Coureur \| Coureur \| Pays \| Équipe \| Temps \| \| --------------------- \| --------------------- \| --------------------- \| --------------------- \| --------------------- \| \| 1er \| Jimmy Briceño \| Venezuela \| \| \| |               |           |        |       |
| |               |           |        |       |
| |               |           |        |       |
| Classement de l'étape |               |           |        |       |
| Coureur | Coureur       | Pays      | Équipe | Temps |
| 1er | Jimmy Briceño | Venezuela |        |       |

| \| Classement général \| Classement général \| Classement général \| Classement général \| Classement général \| \| Coureur \| Coureur \| Pays \| Équipe \| Temps \| \| ------------------ \| ------------------ \| ------------------ \| ------------------ \| ------------------ \| \| 1er \| Yonathan Salinas \| Venezuela \| Kino Táchira \| \| |                  |           |              |       |
| |                  |           |              |       |
| |                  |           |              |       |
| Classement général |                  |           |              |       |
| Coureur | Coureur          | Pays      | Équipe       | Temps |
| 1er | Yonathan Salinas | Venezuela | Kino Táchira |       |

### 10eétape
| \| Classement de l'étape \| Classement de l'étape \| Classement de l'étape \| Classement de l'étape \| Classement de l'étape \| \| Coureur \| Coureur \| Pays \| Équipe \| Temps \| \| --------------------- \| --------------------- \| --------------------- \| --------------------- \| --------------------- \| \| 1er \| José Mendoza \| Venezuela \| Qinghai Tianyoude \| \| |              |           |                   |       |
| |              |           |                   |       |
| |              |           |                   |       |
| Classement de l'étape |              |           |                   |       |
| Coureur | Coureur      | Pays      | Équipe            | Temps |
| 1er | José Mendoza | Venezuela | Qinghai Tianyoude |       |

## Classements finals

### Classement général final
.
| \| Classement général \| Classement général \| Classement général \| Classement général \| Classement général \| \| Coureur \| Coureur \| Pays \| Équipe \| Temps \| \| ------------------ \| ------------------ \| ------------------ \| ------------------ \| ------------------ \| |         |      |        |       |
| |         |      |        |       |
| Sources : ProCyclingStats Cycling Quotient Cycling Archives |         |      |        |       |
| Classement général |         |      |        |       |
| Coureur | Coureur | Pays | Équipe | Temps |

### Classements annexes

#### Classement par points
Jonathan Monsalve

#### Classement du sprint
Fernando Briceño

#### Classement de la montagne
Yonathan Salinas

#### Classement des jeunes
Iván Sosa

#### Classement par équipes
JHS Aves